# Thrift Shop
Thrift Shop è un singolo del duo statunitense, rispettivamente rapper e produttore discografico, Macklemore & Ryan Lewis insieme al cantante Wanz, estratto dall'album The Heist ottenendo inizialmente popolarità in Australia e Nuova Zelanda, e in seguito negli Stati Uniti e in Canada. Il singolo ha riscosso un successo planetario arrivando alla numero uno nella Billboard Hot 100 e in numerosi Paesi, tra cui Regno Unito, Irlanda, Francia e Paesi Bassi.
Al 12 aprile 2013, il singolo ha venduto 510 000 copie nel Regno Unito, mentre è risultato il singolo più venduto di metà anno del 2013 negli Stati Uniti, con oltre 5 558 000 copie vendute.

## Video musicale
Il video che accompagna il singolo è stato diretto dallo stesso Ryan Lewis e da Jon Jon Augustavo, pubblicato il 29 agosto 2012 sul canale YouTube di Ryan Lewis, raggiungendo 1.513.586.533 di visualizzazioni e arrivando così alla posizione nº3 della YouTube Top 100, dietro a Gentleman e a Gangnam Style.

## Classifiche

### Classifiche settimanali
| Classifica (2012-13) | Posizione massima |
| -------------------- | ----------------- |
| Australia            | 1                 |
| Austria              | 2                 |
| Belgio (Fiandre)     | 1                 |
| Belgio (Vallonia)    | 1                 |
| Canada               | 1                 |
| Danimarca            | 1                 |
| Finlandia            | 1                 |
| Francia              | 1                 |
| Germania             | 2                 |
| Irlanda              | 1                 |
| Italia               | 2                 |
| Lussemburgo          | 3                 |
| Norvegia             | 1                 |
| Nuova Zelanda        | 1                 |
| Paesi Bassi          | 1                 |
| Regno Unito          | 1                 |
| Repubblica Ceca      | 5                 |
| Slovacchia           | 17                |
| Spagna               | 12                |
| Stati Uniti          | 1                 |
| Svezia               | 3                 |
| Svizzera             | 1                 |

### Classifiche di fine anno
| Classifica (2012) | Posizione |
| ----------------- | --------- |
| Australia         | 9         |
| Classifica (2013) | Posizione |
| Italia            | 12        |
| Stati Uniti       | 1         |